# Burgstall Sindelsdorf
Der Burgstall Sindelsdorf bezeichnet eine abgegangene mittelalterliche Wasserburg im Sindelsdorfer Weiher südlich des Pfarrhofes etwa 280 Meter südlich der Kirche von Sindelsdorf im Landkreis Weilheim-Schongau in Bayern.
Von der ehemaligen Burganlage ist nichts erhalten, die Stelle ist heute als Bodendenkmal D-1-8234-0008 „Wasserburgstall des hohen und späten Mittelalters ("Sitz im Wörth")“ vom Bayerischen Landesamt für Denkmalpflege erfasst.